# جمال الدين الصرصري
جمال الدين الصرصري (588هـ — 656هـ / 1192م — 1258م) هو الشيخ العلامة الشاعر الأديب، جمال الدين أبو زكريا يحيى بن يوسف بن يحيى بن منصور بن المعمر بن عبد السلام الأنصاري البغدادي الصرَّصري الحنبلي الصوفي. عرف بالصرَّيري نسبة إلى صرصر، وهي مدينة بالقرب من بغداد تقع على نهر سمي باسمها. قتله التتار حين دخلوا بغداد، وقيل أنه قتل أحدهم بعكازه ثم استشهد وحمل إلى صرصر ودفن فيها. 
يعد من أكثر الشعراء المجيدين في المديح النبوي، قال عنه ابن شاكر الكتبي: "هو صاحب المدائح النبوية السائرة في الآفاق، لا أعلم شاعراً أكثر من مدائح النبي - ﷺ - أشعر منه". وكان طويل النفس في قصائده، فقد بلغت إحداها التي سماها «الروضة الفاخرة في أخلاق محمد المصطفى الباهرة» ثمانمائة وخمسون بيتاً، كما له لامية تتكون من خمسمائة وسبعة وخمسين بيتاً.

## مولده ونشأته
ولد سنة 588هـ، ونشأ على طلب العلم منذ صغره، حيث قرأ القرآن بالروايات على أصحاب ابن عساكر البطايحي، وسمع الحديث من بعض علماء بغداد، وتعلم الفقه، ثم درس العربية وبرع فيها، حتى قيل إنه حفظ صحاح الجوهري كاملة، ونبغ في نظم الشعر حتى أصبح من أعلامه الكبار.

## شيوخه
أخذ الصرّصري العلم عن عدد من الشيوخ، منهم أصحاب ابن عساكر البطايحي، درس عليهم القرآن بالروايات، وصحب الشيخ علي بن إدريس اليعقوبي، وأخذ عن الشيخ عبد المغيث الحربي، وأجاز له.

## تلاميذه
أخذ العلم عن الشيخ الصرّصري تلاميذ كثيرون، منهم: الحافظ الدمياطي، وعلي ابن حصين الفخري، والقاضي سليمان بن حمزة، وأحمد بن علي الجزري، وزينب بنت الكمال، وغيرهم.

## مكانته وثناء العلماء عليه
تبوأ الشيخ الصرصري منزلة عالية، بعد أن برع في علوم كثيرة، خاصة في الأدب والشعر، فقد كانت له اليد الطولى في ذلك، وهو صاحب الديوان المشهور والقصائد، وعلى وجه الخصوص في مدح النبي ﷺ، قيل إنه لم يكن هناك أحد أكثر شعراً منه في هذا الباب، حيث بلغت قصائده فيه حوالي عشرين مجلداً، وبالإضافة إلى ذلك فقد كان الشيخ زاهداً عابداً صبوراً قنوعاً. أثنى عليه كثير من أهل العلم، فقد قال عنه قطب الدين اليونيني: "كان من العلماء الفضلاء الزهاد العباد، وله اليد الطولى في نظم الشعر، وشعره في غاية الجودة -رحمة الله عليه-، امتدح رسول الله ﷺ بأشعار كثيرة، قيل إن مدائحه فيه تقارب عشرين مجلداً..." ثم أورد بعض هذه الأشعار.
- وقال الذهبي: «...كان إليه المنتهى في معرفة اللغة وحسن الشعر، وديوانه ومدائحه سائرة...».
- وقال ابن رجب: "...أبو زكريا، شاعر العصر، وصاحب الديوان السائر في الناس في مدح النبي ﷺ، كان حسان وقته... وكان صالحاً قدوة، عظيم الاجتهاد، كثير التلاوة، عفيفاً صبوراً قنوعاً، محباً لطريقة الفقراء ومخالطتهم". وقال عنه أيضاً: «كان شديداً في السنة، متحرقاً على المخالفين لها، وشعره مملوء بذكر أهل السنة، ومدح أهلها، وذم مخالفيها...».
- وقال عنه ابن كثير في البداية والنهاية: «الصرصري المادح: يحيى بن يوسف بن يحيى بن منصور بن المعمر بن عبد السلام الشيخ الإمام العلامة البارع، جمال الدين أبو زكريا الصرصري، الشاعر المادح الحنبلي الضرير البغدادي، وشعره في مدائح رسول الله صلى الله عليه وسلم مشهور، وديوانه في ذلك معروف غير منكور، ولد سنة ثمان وثمانين وخمسمائة، وسمع الحديث والفقه واللغة، ويقال: إنه كان يحفظ صحاح الجوهري بكمالها. وصحب الشيخ علي بن إدريس تلميذ الشيخ عبد القادر، وكان ذكيا يتوقد، ينظم على البديهة سريعا أشياء حسنة فصيحة بليغة، وقد نظم الكافي للشيخ موفق الدين بن قدامة، ومختصر الخرقي، وأما مدائحه في رسول الله صلى الله عليه وسلم فيقال: إنها تبلغ عشرين مجلدا. ولما دخل التتار إلى بغداد دعي إلى دار بها فرمان من هولاكو فأبى أن يجيب إليه، وأعد في داره حجارة، فحين دخل عليه التتار رماهم بتلك الأحجار، فهشم منهم جماعة، فلما خلصوا إليه قتل بعكازه أحدهم، ثم قتلوه شهيدا، رحمه الله تعالى وأكرم مثواه، وله من العمر ثمان وستون سنة. وقد أورد له الشيخ قطب الدين اليونيني من ديوانه قطعة صالحة في ترجمته في الذيل، استوعب حروف المعجم كلها، وذكر قصائد طوالا كثيرة حسنة، رحمه الله تعالى».[4]

وقال عنه في موضع آخر: "...وقال الشيخ جمال الدين أبو زكريا يحيى بن يوسف بن يحيى بن منصور بن عمر الأنصاري الصرصري، المادح، الماهر، الحافظ للأحاديث واللغة، ذو المحبة الصادقة لرسول الله صلى الله عليه وسلم، فلذلك يشبه في عصره بحسان بن ثابت، رضي الله عنه، في ديوانه المكتوب عنه في مديح رسول الله صلى الله عليه وسلم، وقد كان ضرير البصر، بصير البصيرة، وكانت وفاته ببغداد في سنة ست وخمسين وستمائة، قتله التتار في كائنة بغداد، كما سيأتي ذلك في موضعه، في كتابنا هذا، إن شاء الله تعالى، وبه الثقة، وعليه التكلان. قال في قصيدته من حرف الحاء المهملة من ديوانه:
- وقال عنه ابن قيم الجوزية في اجتماع الجيوش الإسلامية على غزو المعطلة والجهمية:[6] «حسان السنة في وقته المتفق على قبوله، الذي سار شعره مسيرة الشمس في الآفاق، واتفق على قبوله الخاص والعام أي اتفاق، ولم يزل ينشد في الجوامع العظام ولا ينكره أحد من أهل الإسلام يحيى بن يوسف بن يحيى بن منصور الصرصري الأنصاري الإمام في اللغة والفقه والسنة والزهد والتصوف.»

## مؤلفاته
نظم الشيخ الصرصري قصائد كثيرة جداً في عدد من العلوم الشرعية، ولم تسم لنا مصادر ترجمته مؤلفاً كتبه نثراً، بل كل ما كتبه كان شعراً، ومن مؤلفاته:
- الدرة اليتيمة والمحجة المستقيمة في الفقه الحنبلي.
- منظومة في مدح النبي وبيان عقيدة أهل السنة والجماعة.
- منظومة في معرفة أوائل شهور الروم ومعرفة عددها.
- المنظومة الصرّصرية.
- الوصية الصرصرية.
- الروضة الناضرة في أخلاق المصطفى الباهرة.
- الشارحة في تجويد الفاتحة.
- المختار من مديح المختار.
- نظم زوايد الكافي على الخرقي.
- نظم مختصر الخرقي في الفقه.

وغير ذلك كثير.

## وفاته
لما دخل التتار بغداد سنة 656هـ، دُعي الشيخ الصرصري لمقابلة كرمون ابن هولاكو، فأبى أن يجيب، وأعد في داره حجارة، وحين دخلوا عليه رماهم بها، فهشم منهم جماعة، فلما خلصوا إليه قتل أحدهم بعكازه، ثم قتلوه وله من العمر 68 سنة، وحمل إلى صرصر فدفن بها، وكان قد أضر (فقد بصره) في آخر عمره.

## مؤلفات عنه
- الصرصري: حياته وشعره – فداء فيصل زباد